# Ernst Bürgin
Ernst Bürgin (Wyhlen, 31 de julho de 1885 – Wyhlen, 22 de junho de 1966) foi um químico alemão, diretor da IG Farben, Wehrwirtschaftsführer e criminoso de guerra condenado.

## Vida
Após frequentar a escola em Basileia estudou química na Universidade de Basileia e em Berlim. Após completar a graduação obteve um doutorado em 1911 com a tese Beiträge zur Kenntnis der Entstehung von Perboraten durch Elektrolys, orientado por Walther Nernst. Depois prestou em Schleswig-Holstein e foi a partir de 1913 químico na firma Landshof & Meyer em Berlim. Bürgin participou como soldado da Primeira Guerra Mundial e ficou após a guerra por dois anos desempregado. Casou em 1922, e desde casamento houve quatro filho.
Na firma de produtos químicos Griesheim-Elektron foi a partir de 1920 eletroquímico, dirigiu a partir de 1924 a fábrica em Rheinfelden, Baden, e a partir de 1931 a fábrica em Bitterfeld-Süd.
Afiliou-se ao NSDAP em 1937 e apoiou Carl Krauch já em 1936 na criação do Plano de Quatro Anos. De 1938 até o fim da Segunda Guerra Mundial em 1945 foi membro da diretoria do Comitê Técnico e Químico da IG Farben. Foi também membro do Grupo de Negócios Químicos e a partir de 1942 Wehrwirtschaftsführer. Recebeu a Cruz ao Mérito de Guerra (KVK) de primeira classe em 1941 e a KVK de segunda classe em 1943.
Após o final da guerra foi preso em junho de 1947 pelo Exército dos Estados Unidos e durante os Processos de Guerra de Nuremberg acusado com 22 outros culpados no Processo IG Farben. Em 30 de julho de 1948 foi condenado a dois anos de prisão por saque e roubo. Nos fundamentos de seu julgamento foi registrado sobre sua condenação:
„Für die in Norwegen begangenen Verbrechen aber trägt der Angeklagte Bürgin eine besondere Verantwortung. Er hat den Plan einer Beteiligung der I.G. an dem norwegischen Aluminium-Vorhaben veranlaßt und er hat zugegeben, daß eine dauernde Beteiligung und der endgültige Erwerb von Interessen an der norwegischen Leichtmetallerzeugung beabsichtigt war. Bürgin hat an Schmitz und Ter Meer geschrieben und eine Beteiligung im großen Maßstabe an dem Plan empfohlen, die norwegischen Hilfsquellen zur Förderung der Leichtmetallerzeugung für die Luftwaffe auszubeuten.“